# EHC Black Wings Linz
EHC Black Wings Linz je austrijski klub u hokeju na ledu iz grada Linza. Klub trenutačno nastupa u međunarodnoj austrijskoj hokejaškoj ligi. Domaće utakmice igraju u dvorani Donauhalle kapaciteta 3500 sjedećih mjesta.

## Povijest[1]
Klub je nastao udruživanjem starog UEC Linza i jednog štajerskog kluba. Put prema prvoligaškom hokeju u Linzu nije bio lagan. Nakon osam godina igranja u nižim rangovima natjecanja, Linz je primljen u prvu ligu 2000. godine. Već prve sezone ostvarili su veliki uspjeh plasmanom u polufinale doigravanja. Sljedeće sezone napravili su korak dalje i probili se u finale gdje su poraženi od Villacha.
Poslije tri uzastopna polufinala, u klubu su željeli i korak naprijed. Svoj prvi i jedini naslov osvojili su već iduće sezone uzvrativši Villachu za poraz u finalu prethodne sezone. Linz je tako stekao ugled kojeg održava sve do danas, ali se od osvajanja naslova prvaka više nikad nije našao u finalu doigravanja. Otkako je EBEL 2006. godine postao međunarodno natjecanje Linz je svaku od sljedeće tri sezone završio u polufinalu doigravanja. U sezoni 2009./10. otišli su korag naprijed i stigli do finala EBEL-a, s nekim nevjerojatnim preokretima tijekom polufinala protiv Vienna Capitalsa. Međutim, u finalu su bolji bili prvaci iz Red Bull Salzburga s ukupnih 4:2.

## Momčad (2009.)
| Br.      | Ime                   | Pozicija     | Datum rođenja       | Mjesto rođenja                      | Visina  | Težina  |         |         |
| Vratari  | Vratari               | Vratari      | Vratari             | Vratari                             | Vratari | Vratari | Vratari | Vratari |
| -------- | --------------------- | ------------ | ------------------- | ----------------------------------- | ------- | ------- | ------- | ------- |
| 32       | Alex Westlund         | vratar       | 28. prosinca 1975.  | Flemington, New Jersey, SAD         | 176 cm  | 82 kg   |         |         |
| 22       | Gerald Kastner        | vratar       | 20. svibnja 1988.   | Feldkirch, Austrija                 | 170 cm  | 65 kg   |         |         |
| 33       | Lorenz Hirn           | vratar       | 20. travnja 1990.   | Feldkirch, Austrija                 | 165 cm  | 60 kg   |         |         |
| Braniči  |                       |              |                     |                                     |         |         |         |         |
| 8        | Michael Mayr          | branič       | 20. kolovoza 1984.  | Linz, Austrija                      | 183 cm  | 91 kg   |         |         |
| 27       | Gerd Gruber           | branič       | 27. travnja 1982.   | Graz, Austrija                      | 190 cm  | 92 kg   |         |         |
| 55       | Robert Lukas          | branič       | 29. kolovoza 1988.  | Beč, Austrija                       | 177 cm  | 84 kg   |         |         |
| 5        | Franklin MacDonald    | branič       | 8. travnja 1985.    | Sydney, Nova Škotska, Kanada        | 177 cm  | 84 kg   |         |         |
| 47       | Rich Bronilla         | branič       | 15. srpnja 1975.    | Mississauga, Ontario, Kanada        | 182 cm  | 90 kg   |         |         |
| 6        | Alexander Pallestrang | branič       | 4. travnja 1990.    | Bregenz, Austrija                   | 180 cm  | 85 kg   |         |         |
| 24       | Darrel Scoville       | branič       | 13. listopada 1975. | Swift Current, Saskatchewan, Kanada | 190 cm  | 96 kg   |         |         |
| 24       | Brendan Buckley       | branič       | 6. veljače 1977.    | Needham, Massachusetts, SAD         | 183 cm  | 93 kg   |         |         |
| Napadači |                       |              |                     |                                     |         |         |         |         |
| 63       | Schlacher Markus      | napadač      | 23. kolovoza 1987.  | Villach, Austrija                   | 180 cm  | 84 kg   |         |         |
| 29       | Markus Matthiasson    | desno krilo  | 16. studenog 1975.  | Uppsala, Švedska                    | 184 cm  | 93 kg   |         |         |
| 21       | Philipp Lukas         | desno krilo  | 4. prosinca 1979.   | Beč, Austrija                       | 177 cm  | 86 kg   |         |         |
| 46       | Christoph Ibounig     | lijevo krilo | 23. siječnja 1985.  | Klagenfurt, Austrija                | 180 cm  | 81 kg   |         |         |
| 19       | Rob Shearer           | centar       | 19. listopada 1976. | Kitchener, Ontario, Kanada          | 175 cm  | 85 kg   |         |         |
| 20       | Brad Purdie           | centar       | 11. srpnja 1972.    | Dollard-des-Ormeaux, Quebec         | 178 cm  | 85 kg   |         |         |
| 15       | Matthias Iberer       | lijevo krilo | 29. travnja 1985.   | Graz, Austrija                      | 188 cm  | 91 kg   |         |         |
| 25       | Mark Szücs            | lijevo krilo | 4. studenog 1976.   | Toronto, Ontario, Kanada            | 177 cm  | 82 kg   |         |         |
| 81       | Andreas Judex         | lijevo krilo | 13. ožujka 1981.    | Beč, Austrija                       | 179 cm  | 84 kg   |         |         |
| 79       | Gregor Baumgartner    | desno krilo  | 13. srpnja 1979.    | Kapfenberg, Austrija                | 185 cm  | 90 kg   |         |         |
| 91       | Martin Grabher Meier  | napadač      | 21. studenog 1983.  | Lustenau, Austrija                  | 182 cm  | 85 kg   |         |         |
| 71       | Pat Leahy             | desno krilo  | 9. lipnja 1979.     | Duxbury, Massachusetts, SAD         | 184 cm  | 95 kg   |         |         |
| 74       | Daniel Oberkofler     | napadač      | 16. srpnja 1988.    | Graz, Austrija                      | 183 cm  | 74 kg   |         |         |

| Kim Collins  | glavni trener  |  |
| Rick Nasheim | pomoćni trener |  |

## Vanjske poveznice
- Službena stranica  Arhivirana inačica izvorne stranice od 2. prosinca 2021. (Wayback Machine)